# Маунт Самит (Индијана)
Маунт Самит (енгл. Mount Summit) град је у америчкој савезној држави Индијана.

## Демографија
По попису из 2010. године број становника је 352, што је 39 (12,5%) становника више него 2000. године.
| Група             | 2000.       | 2010.       |
| Белци             | 297 (94,9%) | 337 (95,7%) |
| Афроамериканци    | 3 (1,0%)    | 0 (0,0%)    |
| Азијати           | 0 (0,0%)    | 0 (0,0%)    |
| Хиспаноамериканци | 11 (3,5%)   | 8 (2,3%)    |
| Укупно            | 313         | 352         |